# Clovia florum
Clovia florum är en insektsart som beskrevs av Jacobi 1941. Clovia florum ingår i släktet Clovia och familjen spottstritar. Inga underarter finns listade i Catalogue of Life.